# HI-PRIX
Hi-Prix（ハイプリ）は、日本の女性2人組ユニットグループである。2010年9月に活動休止。脱力系ユニットまたは強力脱力系ユニットとして売り出していた。

## メンバー
- MIKI （ミキ、本名：難波 美樹[5]、1990年3月2日[6] - ） 新潟県出身[7]。
- HINA （ヒナ、本名：小西 杏奈[8]、1991年2月9日[6] - ） 兵庫県出身[7]。

## 経歴
新潟で高校に通っていたMIKIと、神戸で高校とキャレスボーカル&ダンススクールに通っていたHINAが、2007年に開催されたソニー・ミュージック主催の女子高生オーディション「ハイスクール・プリンセス（High School Princess）」に合格してデビュー。
ユニット名の由来は「ハイスクール・プリンセスのグランプリ（GRAND PRIX）」を略してHi-Prix（ハイプリ）としたものであり、「ハイプリックス」と読むのは誤り。
2008年3月にMIKIが、翌年2009年3月にHINAが、それぞれ高校卒業と同時に上京。シングルを2枚発表した後、2010年9月30日をもって活動休止。活動休止後MIKIはブレイブに所属していた。

## ディスコグラフィー

### シングル
- 『Wipe Out/太陽にほえろのテーマ』 （2008年7月30日、オリコン週間最高77位[13]）
  - 大野克夫バンド「太陽にほえろ!メインテーマ」をサンプリングした『太陽にほえろのテーマ〜うちらいい感じ〜』の両A面シングル。
  - カップリング曲『恋愛の十ヶ条』は、同レーベルのロックバンドであるPOSSIBILITYの楽曲のカバー[1]。
- 『涙色〜好きになって、よかった〜』 （2009年8月26日）
  - 加藤いづみ「好きになって、よかった」のサンプリング曲で、本曲には本家である加藤も参加している。

### ダウンロードシングル
- 『尻取りRock'n Roll feat. 佐藤詩音』
  - 原曲は横浜銀蝿。動物編・焼肉編・くだもの編・外国編・女の子編・男の子編・都道府県編・動物編その2・魚編がある（動物編は原曲の横浜銀蝿版と同じ歌詞、外国編は小泉今日子のカバー版とほぼ同じ歌詞）。着うた・着うたフルで配信中。

## 出演

### テレビ
- MTV colors（MTVジャパン、2008年4月 - 6月毎週木曜日のVJを担当[14]）
- ミュージックフェア（フジテレビ系列、2008年8月23日[7]）
- 流派-R（テレビ東京系列、2009年 - 2010年[15]）
- 全力坂（テレビ朝日、2011年4月27日・5月10日、活動休止後にMIKIが「難波美樹」として出演[16]）

### CM
- エイチ・アイ・エス （2008年[17]）